# 4301-es mellékút (Magyarország)
A 4301-es számú mellékút egy közel 12 kilométer hosszú, négy számjegyű mellékút Csongrád-Csanád vármegye déli részén; Szeged belső területeit köti össze a különálló Szentmihály városrésszel és Röszke központjával.

## Nyomvonala
Szeged Kecskés István-telep városrészének déli szélén ágazik ki az 5-ös főútból, annak a 173+450-es kilométerszelvénye táján, hegyes szögben. Lényegében az út addig követett irányában, nyugat-délnyugat felé indul, Terehalmi út néven, majd körülbelül 800 méter után kicsit délebbi irányba tér. 1,7 kilométer után éri el Szeged különálló Szentmihály városrészét, ahol Kapisztrán út lesz a neve. Nagyjából 2,5 kilométer után lép ki a városrész lakott területei közül, ott még délebbi irányt vesz, és kevéssel ezután kiágazik belőle a 43 101-es számú mellékút, ami az 5-ös főúttal köti össze Szentmihályt.
4,3 kilométer után eléri Röszke határszélét, egy darabig a határvonalat kíséri, de kevesebb, mint egy kilométer után már teljesen röszkei területre ér. A település lakott területének szélét a 6+850-es kilométerszelvénye táján éri el, ahol a Fő utca nevet veszi fel. A központba érve, 7,8 kilométer után kiágazik belőle északnyugat felé a 43 302-es számú mellékút: ezen érhető el a Szeged–Szabadka-vasútvonal Röszke vasútállomása is, de a vasutat elhagyva még továbbvezet, az 5-ös főútig.
A településközpontot elhagyva az út továbbfolytatódik, kisebb-nagyobb iránytöréseket leszámítva ezután is nagyjából délnyugati irányban, változatlan néven. A belterületen még egy számottevő elágazása van: a 9. kilométere előtt a 43 102-es út ágazik ki belőle délkelet felé, a Szeged-Gyálaréthez tartozó Lúdvár külterületi településrész felé. Nem sokkal ezután az út északnyugati irányt vesz, a Dugonyi út nevet veszi fel, és néhány lépés után el is hagyja Röszke házait. A 10+350-es kilométerszelvény táján, nyílt vonali szakaszon keresztezi a vasutat, onnét már teljesen külterületen húzódik.
Az 5-ös főútba visszatorkollva ér véget, a 183+300-as kilométerszelvényénél lévő körforgalmú csomópontban. Ugyanebbe a körforgalomba csatlakozik az M5-ös autópálya Szeged-dél–Röszke csomópontjának és ott épült pihenőhelyének egy-egy átkötő útja is, illetve onnét ágazik ki északnyugat felé – tulajdonképpen a 4301-es egyenes folytatásaként – az 5512-es út, Mórahalom irányába.
Teljes hossza, az országos közutak térképes nyilvántartását szolgáló kira.gov.hu adatbázisa szerint 11,630 kilométer.

## Települések az út mentén
- Szeged, Kecskés István-telep
- Szeged, Szentmihály,
- Röszke

## Története
1934-ben a kereskedelem- és közlekedésügyi miniszter 70 846/1934. számú rendelete a Szentmihályon keresztülhúzódó szakaszát elsőrendű főúttá nyilvánította, az 5-ös főút részeként, csak azután kapott mellékúti besorolást, miután megépült a főútnak a városrészt elkerülő szakasza.